# Jonas Basanavičius
Jonas Basanavičius (Ožkabaliuose, 23 novembre 1851 – Vilnius, 16 febbraio 1927) è stato un attivista, medico e politico lituano.
Partecipò alla vita culturale del suo paese e fu uno dei firmatari dell'Atto d'indipendenza della Lituania del 1918. Coinvolto ad ogni importante evento che ha portato allo stato indipendente lituano di cui fu uno degli esponenti più in vista. Tra gli esponenti che più ha contribuito alla causa nazionale è considerato spesso col titolo di onorificenza informale di Patriarca della Nazione (Tautos patriarchas)  e esponente del Risveglio nazionale lituano per i suoi contributi, caratterizzati anche dalla pubblicazione di vari scritti.